# Jamie Mole
Jamie Mole (ur. 1 czerwca 1988, Newcastle upon Tyne) – angielski piłkarz, występujący na pozycji napastnika.
Mole profesjonalną piłkarską karierę zaczął w roku 2004, w klubie występującym w Scottish Premier League, Heart of Midlothian F.C. W pierwszym składzie debiutował w meczu przeciwko Livingston F.C., wygranym przez Serca 1:0 w sezonie 2005/2006. Swojego pierwszego gola strzelił w spotkaniu przeciwko drużynie Inverness Caledonian Thistle, wygranym przez jego zespół 4:1 dnia 26 sierpnia 2006 roku.  W sumie w barwach Hearts rozegrał 35 spotkań i strzelił 4 bramki.
W sezonie 2006/2007 został wypożyczony na pięć miesięcy do klubu Livingston F.C. W tym klubie rozegrał 12 spotkań i nie strzelił żadnej bramki. Był także wypożyczany do Queen of the South, Dunfermline Athletic, a od 2010 roku jest wypożyczony do Raith Rovers.